# Paul Raabe (Manager)
Paul Raabe (* 1883; † 1967) war ein Industrie-Manager, Vorstandsmitglied der Hermann-Göring-Werke und Generalbeauftragter für die Verteilung der Eisenerzgewinnung im besetzten Lothringen und Luxemburg.

## Leben
Über das Leben von Paul Raabe ist wenig bekannt. Sein Vater Max Raabe und sein Bruder Karl Raabe waren  Vorstandsvorsitzende der Maxhütte AG, die zum Flick-Konzern gehörte. In der Stadt Sulzbach-Rosenberg, dem Hauptsitz der Maxhütte AG, gibt es eine sogenannte Villa-Max, volkstümlich Raabe-Villa, deren Namen auf die Generaldirektoren Max und Karl Raabe zurückgeht und die sich im Flick-Park befindet.

## Beruflicher Werdegang
Paul Raabe wird genannt, als er 1940 Vorstandsmitglied der Reichswerke AG für Erzbergbau und Hüttenwesen „Hermann Göring“ wurde. Im Juni 1940 erfolgte die Ernennung zum Generalbeauftragten für die Verteilung der Eisenerzgewinnung in Lothringen und Luxemburg (Longvy, Briey, Metz-Tionville und Nancy) bei den zuständigen Militärbefehlsinhabern in Frankreich und Belgien. General Hermann von Hanneken, der Generalbevollmächtigte für die Eisen- und Stahlindustrie Hitlers, hatte zunächst Wilhelm Wittke (1884–1943) für diese Aufgabe vorgesehen. Auf Betreiben der Göringwerke wurde Paul Raabe benannt, zum Ärgernis von Hanneken und Georg Thomas, dem Chef des Wehrwirtschafts- und Rüstungsamtes. Sie nahmen an, dass Paul Pleiger, der Reichsbeauftragte Hitlers für Kohle, sich Vorteile hiervon versprach.
Die Hüttenwerke in Lothringen wurden aufgeteilt, wobei die Rombacher Hütte dem Flick-Konzern treuhänderisch zugeordnet wurden. Bemerkenswerterweise wurde dieses Werk in den ersten Jahren nach der Besetzung Frankreichs von seinem Bruder Karl Raabe und später von Otto-Ernst Flick, dem 25-jährigen Sohn von Friedrich Flick, bis zur Evakuierung am Ende des Krieges betrieben. Über die Erzgruben der Region verfügten die Hermann-Göring-Werke durch Paul Raabe.